# محرمة (طائرة)

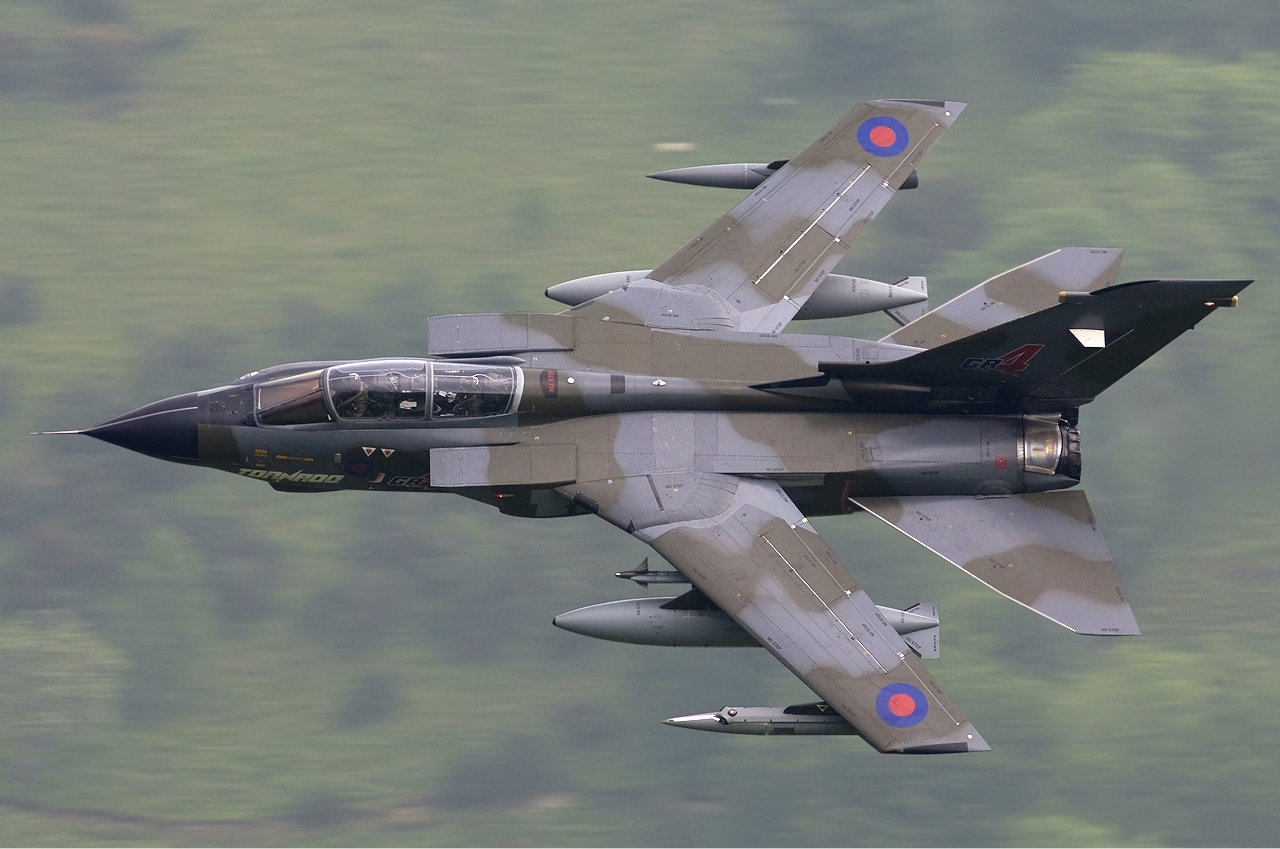
طائرة تورنادو GR4 تابعة لسلاح الجو الملكي البريطاني تحلق عبر حلقة ماخ

المحرِّمة (بالإنجليزية: interdictor)‏ هي نوع من الطائرات الهجومية أو القاذفات التكتيكية التي تعمل خلف خطوط العدو، بقصد الاعتراض الجوي للأهداف العسكرية للعدو، وأبرزها المشاركة في الخدمات اللوجستية. 

## التحريم
يمنع التحريم الجوي أو يؤخر قوات العدو وإمداداته من الوصول إلى جبهة القتال. عمل المقاتلة الهجومية هو أقرب مفهوم للمحرمة، ولكنها تركز بشكل أكبر على القدرات القتالية جو-جو كطائرة مقاتلة متعددة المهام. يُشار إلى النُّسخ الأكبر من مفهوم المُحرِّمات عمومًا باسم "المخترقات".[بحاجة لمصدر]

## العمليات
في حقبة ما بعد الحرب، قدم سلاح الجو الملكي البريطاني أنواعا مختلفة من قاذفة القنابل النفاثة الإنجليزية إلكتريك كانبيرا، حيث تم توسيع نطاق الطائرات من دور القصف الاستراتيجي حيث تم استبدالها بقاذفات V الجديدة. رغبة في الحصول على طائرة أكثر حداثة لهذا الدور، بدأ تطوير BAC TSR-2 (اختصار لبرنامج"الضربة التكتيكية والاستطلاع، ماخ 2")، ولكن تم إلغاء هذا البرنامج لاحقا. بدأت الولايات المتحدة في تطوير طائرة مماثلة في نفس الوقت تقريبا، والتي ظهرت باسم جنرال دايناميكس إف-111. أدى فشل TSR-2 ورغبة الدول الأوروبية الأخرى في تصميم مماثل إلى انشاء برنامج الطائرات القتالية متعددة الأدوار (MRCA)، على الرغم من تشغيله على نطاقات أقصر في المسرح الأوروبي والذي تم تحقيقه باسم المقاتلة الإعتراضية بانفيا تورنادو. ظهرت سوخوي سو-24 السوفيتية في أوائل السبعينيات.
من أجل عبور خطوط العدو الدفاعية بأمان، تطير هذه المقاتلات على ارتفاعات منخفضة جدا (في بعض الحالات يضطرون إلى الإرتفاع لتفادي خطوط الكهرباء) من اجل استخدام التخفي بين التضاريس لحمايتهم من أسلحة العدو الموجهة بالرادار. يتطلب الطيران على ارتفاعات منخفضة أيضا استخداما أكبر للوقود، وبالتالي كانت المقاتلات الإعتراضية كبيرة إلى حد ما بشكل عام مقارنة في المقاتلات الإعتيادية.[بحاجة لمصدر]

## قائمة المُحرِّمات
- نورث أمريكان ايه-5 فيجيلانت
- إف-105 ثاندرتشيف
- إف-111 آردفارك
- BAC TSR-2 –  لم تدخل الخدمة
- تورنادو
- سوخوي سو-24
- إنجلش إلكتريك كانبيرا
- Xi'an JH-7